# Aldo Finzi (matematico)
Aldo Finzi (Mantova, 11 marzo 1878 – Roma, 21 novembre 1934) è stato un matematico italiano.

## Biografia
Si laurea all'Università di Padova nel 1899. Dopo aver adempiuto all'obbligo di leva, diventa professore nelle scuole medie. In seguito diviene preside e ispettore regionale. Successivamente alla riforma Gentile, ricopre l'incarico provveditore agli studi della regione Campania fino all'ultimo anno della sua vita, quando, a causa di una grave malattia, chiede e ottiene di essere spostato al Ministero.
È autore di alcune pubblicazioni sulla geometria differenziale e di numerosi libri di testo.
A lui si deve la redazione del capitolo "Progressioni" presente nella "Prima parte" del "Volume 1" de "Enciclopedia delle Matematiche elementari e complementi" edita dalla Hoepli nel 1930.

## Opere

### Libri di testo
Elementi di calcolo combinatorio e applicazioni
- Elementi di calcolo combinatorio e applicazioni, Torino : Paravia, 1909

Aritmetica per il primo grado dell'insegnamento medio
- Aritmetica, per il primo grado dell'insegnamento medio, Napoli : F. Perrella e C., 1914
- Aritmetica per il primo grado dell'insegnamento medio, 6. ed. riv, Napoli : F. Perrella, 1922
- Aritmetica per il primo grado dell'insegnamento medio, 10. ed. riv, Roma : Albrighi, Segati e C., 1929
- Aritmetica per il primo Grado dell'insegnamento Medio, Undicesima edizione riveduta, Roma : Albrighi, Segati e C., 1930
- Aritmetica per il primo Grado dell'insegnamento Medio, Dodicesima edizione riveduta, Roma : Albrighi, Segati e C., 1932

Complementi di algebra e geometria ad uso degli istituti nautici
- Complementi di algebra e geometria : ad uso degli istituti nautici, Napoli : F. Perrella, 1920
- Complementi di algebra e geometria : ad uso degli Istituti Nautici, Seconda edizione riveduta, Napoli : Societa Anonima Editrice Francesco Perrella, <1923?>
- Complementi di algebra e geometria ad uso degli Istituti nautici, 2. ed. riv, Napoli : F. Perrella, 1923
- Complementi di algebra e geometria, ad uso degli Istituti nautici, Terza edizione riveduta, Roma : Albrighi, Segati e C., 1929
- Complementi di algebra e geometria : ad uso degli Istituti tecnici industriali e nautici, 4 ed. riordinata, Roma : Albrighi, Segati e C., 1936

Aritmetica e geometria per le scuole secondarie di avviamento al lavoro
- Aritmetica e geometria per le scuole secondarie di avviamento al lavoro : Vol. I, Roma : Albrighi, Segati e C., 1930
- Aritmetica e geometria per le scuole secondarie di avviamento al lavoro : Vol. I, Seconda edizione, Roma : Albrighi, Segati e C., 1931
- Aritmetica e geometria per le scuole secondarie di avviamento al lavoro, Seconda edizione. Volume secondo, Roma : Albrighi, Segati e C., 1932
- Aritmetica e geometria per le scuole secondarie di avviamento al lavoro, Terza edizione. Volume primo, Roma : Albrighi, Segati e C., 1932
- Aritmetica e geometria per le scuole secondarie di avviamento al lavoro : Volume secondo, Roma : Albrighi, Segati e C., 1930

Aritmetica e geometria per le scuole secondarie di avviamento professionale
- Aritmetica e geometria per le scuole secondarie di avviamento professionale : Volume I, Quarta edizione, Roma : Albrighi, Segati e C., 1933
- Aritmetica e geometria per le scuole secondarie di avviamento professionale : Vol. I, 5 edizione riveduta, Roma : Albrighi, Segati e C., 1934
- Aritmetica e geometria : Per le scuole secondarie di avviamento professionale. Vol. II, 3 edizione riveduta, Roma : Albrighi, Segati e C., 1934

Aritmetica Per il Corso Inferiore degli Istituti tecnici
- Aritmetica : Per il Corso Inferiore (1 biennio) degli Istituti tecnici Roma : Albrighi, Segati e C., 1934 (Città di Castello, Tip. S. Lapi)

Elementi di calcolo letterale ad uso delle scuole di avviamento al lavoro
- Elementi di calcolo letterale ad uso delle scuole di avviamento al lavoro preceduti da oltre 500 esercizi di ricapitolazione sui programmi di aritmetica e geometria, Roma : Albrighi, Segati e C., 1931
- Elementi di calcolo letterale ad uso delle scuole di avviamento al lavoro preceduti da oltre 500 esercizi di ricapitolazione sui programmi di aritmetica e geometria, Seconda edizione, Roma : Albrighi, Segati e C., 1932
- Elementi di calcolo letterale ad uso delle scuole di avviamento professionale : preceduti da oltre 500 esercizi di ricapitolazione sui programmi di aritmetica e geometria, 3. ed, Roma : Albrighi, Segati e C., 1933

Elementi di algebra Ad uso delle scuole tecniche e professionali
- Elementi di algebra : Ad uso delle scuole tecniche e professionali, preceduti da oltre 550 esercizi e problemi di ricapitolazione di aritmetica e geometria, Roma : Albrighi, Segati e C., 1937

Logaritmi
- Logaritmi, Milano : 1929

Progressioni
- Progressioni , Milano : 1929

### Pubblicazioni
- Sulle varietà a tre dimensioni le cui geodetiche ammettono caratteristiche indipendenti (Atti della R. Accademia delle Scienze di Torino, 1902, v.37, p.300-301), Torino : Carlo Clausen, 1902
- Le ipersuperficie a tre dimensioni che si possono rappresentare conformemente sullo spazio euclideo : nota, Venezia : C. Ferrari, 1903
- Spazi normali con due curvature uguali in rappresentazione conforme con lo spazio euclideo, Venezia : Premiate Officine grafiche C. Ferrari, 1921
- Sulla rappresentabilità conforme di due varietà ad n dimensioni l'una sull'altra, Venezia : Premiate Officine grafiche C. Ferrari, 1921
- Sulle varietà in rappresentazione conforme con la varietà euclidea a più di tre dimensioni, Roma : Tip. della R. Accademia nazionale dei Lincei, 1922
- Sulle deformazioni infinitesime che conservano le geodetiche d'una varietà a tre dimensioni : nota, Venezia : Premiate Officine grafiche C. Ferrari, 1922
- Sulla curvatura conforme di una varietà, Roma : Reale Accademia nazionale dei Lincei, 1923
- Spazi normali a tre dimensioni con due curvature principali nulle, Napoli : Unione tipografica Combattenti, [1923?]